# Шнелльдорф
Шнелльдорф (нем. Schnelldorf) — община в Германии, в земле Бавария.
Подчиняется административному округу Средняя Франкония. Входит в состав района Ансбах. Население составляет 3480 человек (на 31 декабря 2010 года). Занимает площадь 51,48 км².
Община подразделяется на 10 сельских округов.

## Население
По оценке на 31 декабря 2015 года население общины Шнелльдорф составляет 3527 чел. 

| Дата      | 1840 | 1871 | 1900 | 1925 | 1939 | 1950 | 1961 | 1970 | 1987 | 2011 |
| --------- | ---- | ---- | ---- | ---- | ---- | ---- | ---- | ---- | ---- | ---- |
| Население | 2423 | 2791 | 2885 | 2779 | 2634 | 3501 | 2837 | 2990 | 3030 | 3528 |

| Год       | 1960 | 1970 | 1980 | 1990 | 2000 | 2009 | 2010 | 2011 | 2012 | 2013 | 2014 | 2015 |
| --------- | ---- | ---- | ---- | ---- | ---- | ---- | ---- | ---- | ---- | ---- | ---- | ---- |
| Население | 2794 | 3024 | 3035 | 3194 | 3554 | 3530 | 3480 | 3504 | 3548 | 3583 | 3561 | 3527 |